# 民族的同一性
民族的同一性（みんぞくてきどういつせい、英語: Ethnic identity）とは、自己の属する民族に関する同一性の有無または程度に係る意識を指す。「民族的アイデンティティ」「エスニックアイデンティティ」とも呼ばれる。

## 概要
民族的同一性は、「自分はどの民族に属しているか」という問いかけに対する認識を表す。すなわち、特定の民族への所属または帰属に関する意識である。人・集団が系図の上でつながる民族のことを「民族的出自」「民族的出身」「民族的ルーツ」（英語：ethnic origin）と呼ぶが、民族的同一性は、本人の意識であることから、必ずしもルーツをすべて網羅したものではない。
この記事において民族とは、次のいずれかの定義に当てはまる集団を意味する。一つ目は、人類学で「エトニ」とも呼ぶ概念である。エトニとは、一つの共通出自を自認し、かつ文化的徴表（言語系統や生活様式、慣習、信仰などの上の共通特徴）で区分される集団を指す（例えばチャン族、マプチェ族）。もう一つは、おおもとの集団（エトニ）どうしの長い歴史にわたる結びつきや混交によって共通の文化的特徴、一体感、同胞意識が醸成されたときの集合体である（例えばアラブ人、漢民族）。この場合の同胞意識は、必ずしも全員が全く同じ出自を自認しているわけではなく、当該集合体（民族）の起源とされる集団の一部だけに自己の出自を認識するケースも含まれる。
主に親子の関係によって受け継がれる民族的同一性は、幼少期を経て発達していく。上記の民族の定義からして、個人が特定の民族の成員として認められるためには、少なくとも当人の親の一人がその民族に所属しなくてはならない（出自要件）。したがって民族的同一性は、血縁を前提としない文化的同一性と異なる意味をもつ概念である。
いっぽう、民族的同一性は、本人の意識のことを指すので、当人の自認がなければ存在し得ず、さらには、民族について多くが語られない社会や時代があるように、何人も特定の民族的同一性を強く意識しているとは限らない。現代、一部の国で民族的同一性が盛んに主張・議論されるようになった背景として、米国における1970年代以降の移民の民族的出身の多様化（中南米、カリブ海、南アジア、東アジアなど）、同国の黒人奴隷やネイティブ・アメリカンをめぐる歴史的問題の影響でエスニシティ問題が社会的・学術的・政治的に注目されるようになったことが挙げられる。
なお、政治学における「民族」は、厳密に言えば本記事上の定義と異なる概念であるネーションを指すことがある。ただし、ネーションに係るアイデンティティはナショナルアイデンティティと呼ばれ、概念上、ここで扱う民族的同一性と一致しない（後述）。

## 民族の境界に対する意識の違い
民族的同一性を考察する場合、歴史的背景や地域性、政治的状況を考慮する必要がある。
例えば「日本人」という民族的同一性の境界は、視点によって異なることがある。アメリカでは、祖先集団の文化的特徴を現に受け継いでいるかどうかは不問とされる場合が多い。したがって、日本語の話せない日系米国人が自らの民族的同一性を日本民族（日本人）と認識することがあり、米国社会においてその認識がよく共有されている。一方、日本国内の視点からすると、日本語と日本の文化を現に担うのが日本民族（特に大和民族）であるという認識が一般的なため、日本語が話せない人を日本民族の成員とみなすことは基本的になく、「米国の日系人」という別のカテゴリーとみなすことが一般的である。

## 民族的同一性と混血
極めて歴史の長い、安定的な民族が存在しているものの、どの民族もより古い時代の集団どうしの混血によって起こっているがゆえに真の純血性は実在しないことを留意しなければならない。
人のゲノムと民族的出自は当人の意志・意識と無関係に決定されるので、背景にある先祖集団が重なれば重なるほどその人のルーツは複雑になっていく。また、民族と人種は互いに混同されることがあるが、人種は遺伝情報に基づいたヒトの分類の科学的な試み、あるいは人間を身体的特徴によって類別するための社会的観念であり、文化と血統に基づいている民族的な分類とは異なる。
一方で、ハーフ等の混血者が覚える民族に関する帰属感は、親の意識を重ね合わせた二重的なものとは限らない。例えば、一般のポーランド人と一般の日本人（大和民族）との間で生まれたハーフは、人種的には単に日本人とは言いがたいが、環境によっては、あくまで大和民族の一員としてのアイデンティティを形成しうるし、反対に、あくまでポーランド民族の一員としてのアイデンティティを形成しうる。ほかにも、様々な民族的同一性のかたちがある。このことは、自動的に決まる民族的出自とは対照的である。
同じく、多人種的な背景をもつ人は、必ずしも系譜どおりの人種的同一性（英語：racial identity）を感じているとは限らない。米国のピュー研究所によると、国勢調査上の多人種人口は過小評価されている。その原因は、同研究所によれば、多人種的な背景をもつ人のおよそ6割が、自分の人種に関する認識が基本的に単一人種であるからである。特に、ネイティブ・アメリカン人種と欧州白色人種の血を引いている混血者が白人を自認し、白人・黒人のミックスである人は黒人を自認する傾向があるという。

## 民族の動態
ある民族の特徴を表している文化が緩やかに段々変化する場合は、その民族は連綿として存在し続ける。一方で、民族の分裂や他集団との融合、または外部からの文化的影響があると、新しい民族が生まれうる。つまり、歴史的には民族は固定的でない。
例えば、古代のガリア地方（おおむね現代のフランスやベルギーの領土に当たる地域）に住む民族はケルト系の民族であったが、ローマ帝国に組み込まれた影響で、ロマンス系の民族に変わった。この場合はイタリア半島から大規模な民族移動があったというわけではなく、ガリア人の文化的特徴ひいては民族的同一性が次第に変化したとされている。
ただし、個人の場合は、通常、その民族的同一性が幼少期で固定される。

### 民族的同一性と移民
移民系の集団は、受け入れ国に対する文化的同化に伴って言語や習慣、宗教などといった先祖の文化の一部または全部を失うことがある。しかし、独自の民族的同一性を同時に保ち続けることもある。反対に、通婚等で移民系の集団が先住民族に包摂され、あるいは両者が融合すれば、同一の民族的同一性が共有されるケースもある。
国民としてのアイデンティティ（国民的同一性、ナショナルアイデンティティ）と民族（あるいは人種）の成員としてのアイデンティティは、ブラジルのような瞭然たる多民族国家などにおいてはじめからはっきりと区別されている場合がある。一方で、国民国家の形成の過程においておおむね単一民族的である国の場合は、民族的同一性と国民的同一性との区別は一般に意識されていない（例えば日本）。
また、個人の国民的同一性は、帰化や同化の意志、国境再編などの影響で変わりうるアイデンティティであり、民族的同一性と違うものである。つまり、国民的同一性は、必ずしも親・出身地の環境によって与えられるものではない。